# Gypona viequensis
Gypona viequensis är en insektsart som beskrevs av Caldwell 1952 . Gypona viequensis ingår i släktet Gypona och familjen dvärgstritar. Inga underarter finns listade i Catalogue of Life.